# Statuta Arnošta z Pardubic
Statuta Arnošta z Pardubic (latinsky Statuta provinicialia Arnesti; Statuta provincialia de anno 1349 cum tractatu De tribus punctis religionis christianae) je církevní zákoník arcibiskupa Arnošta z Pardubic z roku 1349 psaný latinsky, v němž systematicky stanovil hlavní zásady církevního kanonického práva na území tehdejší nově vzniklé české církevní provincie (složené z pražské arcidiecéze, olomoucké a litomyšlské diecéze). Vymezil kompetenci a způsob jednání biskupského soudu. Statuta Arnošta z Pardubic zajišťovala jednotný právní výklad pro řízení duchovní správy, také zakázala ordály, zdůraznila disciplínu kleriků a tresty pro kněží, jež ve svých kostelích schovávali lapky, žháře, zloděje atd. nebo jež opustili farnost bez souhlasu svého faráře, a stanovila podmínky pro vyhlášení exkomunikace, suspense a interdiktu. Součástí statut jsou Dekretály Řehoře IX., jež se nachází v úvodu článku O svaté Trojici, i Summula, dílo sepsané Tomášem z Irska (latinsky Thomas de Hibernia), které shrnuje tři body, dogmatiku, morálku a asketiku. Spoluautorem statut je Štěpán z Roudnice.
Důležité je též pozdější vydání statut tiskem roku 1476 v Plzni anonymním tiskařem (označovaným Tiskař Arnoštových statut). Jde o nejstarší datovaný prvotisk českého původu a je pravděpodobné, že se jedná zároveň o nejstarší v Čechách (českých zemích) tištěný prvotisk vůbec, ovšem to je předmětem odborných sporů. Starší by mohla být Kronika trojánská (1468?) vydaná též v Plzni.
Známé exempláře inkunábulí se nalézají v:
- Národní knihovna České republiky (sign. 39 F 31)
- Knihovna pražské metropolitní kapituly
- Knihovna Kongresu (Rare Book Division), USA